# الوشدة
الوُشْدَة أو ألوشتا[بحاجة لمصدر] (Алушта) هي مدينة ذات أهمية إقليمية على الساحل الجنوبي للقرم في أوكرانيا وتدعوها روسيا بجمهورية القرم.
يبلغ عدد سكانها حوالي 28,418 نسمة حسب إحصائية عام 2013.
تشهد المنطقة منذ أوائل 2014م أزمة سياسية بعدما قامت القوات المسلحة الروسية ببسط سيطرتها على شبه الجزيرة، واجرت استفتاء من بعده ضمت شبه الجزيرة إلى قوام روسيا الاتحادية والذي اعتبرته اوكرانيا ومعها المجتمع الدولي احتلال وتعدي على سيادة اوكرانيا ووحدة اراضيها.

## توأمة
لألوشتا اتفاقيات توأمة مع كل من:
- يورمالا
- دوبنا

## أعلام
- صبري أولكر

## مقالات ذات صلة
- ضم الاتحاد الروسي للقرم
- التدخل العسكري الروسي في أوكرانيا
- أوبلاستات أوكرانيا
- جمهورية القرم ذاتية الحكم
- جمهورية القرم